# Honda Koki
Koki Honda (sinh ngày 8 tháng 3 năm 2000) là một cầu thủ bóng đá người Nhật Bản.

## Sự nghiệp câu lạc bộ
Koki Honda đã từng chơi cho JEF United Chiba.